# شینگ دره
شینگ دره (به لاتین: Shing Darrah) یک منطقهٔ مسکونی در افغانستان است که در ولسوالی خواهان واقع شده‌است.